# Juano Hernández
Juano Hernández (* 19. Juli 1896 in San Juan als Huano G. Hernandez; † 17. Juli 1970, ebenda) war ein puerto-ricanischer Schauspieler.

## Leben und Karriere
Juano Hernández wurde als Sohn eines puerto-ricanischen Seemannes und einer brasilianischen Frau geboren. Er musste sich mangels Schulbesuchs autodidaktisch Bildung aneignen, während er nebenbei noch in den Straßen brasilianischer Städte sang, um Geld für die Mahlzeiten zu verdienen. Im Erwachsenenalter begann Hernández  eine Karriere als professioneller Künstler. Sein Filmdebüt machte Hernandez bereits 1914 mit einer kleinen Rolle im Stummfilm The Life of General Villa, in dem der mexikanische Revolutionär Pancho Villa sich selbst in der Hauptrolle spielte.
Anschließend arbeitete Hernández in Vaudeville-Shows, im Zirkus, beim Radio und als Boxer. Ab den 1920er-Jahren brachte er es zu einigem Ansehen als Theaterschauspieler und er trat in vielen Broadway-Produktionen auf. Zudem wirkte er mehrmals in afroamerikanischen Independentfilmen unter Regie des schwarzen Filmemachers Oscar Micheaux mit. Seine erste Rolle in einem Hollywood-Film übernahm er 1949 in Griff in den Staub, der Verfilmung von William Faulkners Roman unter Regie von Clarence Brown. Sein Auftritt als störrischer, aber ehrwürdiger afroamerikanischer Landbesitzer, der fälschlicherweise eines Mordes bezichtigt wird, brachte Hernández gute Kritiken und eine Golden-Globe-Nominierung als Bester Nachwuchsdarsteller ein. Im nachfolgenden Jahr spielte er eine ähnlich gelagerte Rolle als Landbesitzer, der seinen Besitz nicht verkaufen will und deshalb beinahe gelyncht wird, in Stars in My Crown.
In den 1950er- und 1960er-Jahren verkörperte der Schauspieler viele Nebenrollen in Film und Fernsehen und zählte zu den bekanntesten schwarzen Schauspielern seiner Zeit. Als einer der ersten schwarzen Schauspieler achtete Hernández konsequent darauf, dass seine Rollen frei von stereotypischen Klischees waren. In Filmen war nie als Tänzer oder Sänger zu sehen (wie sonst bei afroamerikanischen Schauspielern dieser Zeit oft üblich), auch verkörperte er kaum die damals für Afroamerikaner typischen Bedienstetenrollen. Er spielte tiefgründige und ernsthafte Rollen, häufig würdevolle oder auf ihre Unabhängigkeit pochende Männer. 1955 spielte er, für die damalige Zeit ungewöhnlich, einen Richter im Film Das Komplott mit Glenn Ford. Zu seinem bedeutendsten Auftritten  zählen Rattennest (1955), Der schwarze Sergeant (1960), Der Pfandleiher (1964) und Der Gauner (1969). 
Von einigen Filmhistorikern wird er wegen seiner fortschrittlichen Rollenwahl und seiner Anerkennung bei Kritikern als Vorbild für spätere afroamerikanische Schauspieler gesehen. Der Filmhistoriker Donald Bogle nannte ihn etwa einen wichtigen Wegbereiter für Sidney Poitier. Seine letzte Rolle spielte Hernandez 1970 neben Poitier im Kriminalfilm Zehn Stunden Zeit für Virgil Tibbs.  Hernández starb zwei Tage vor seinem 74. Geburtstag in seiner Heimatstadt San Juan auf Puerto Rico an einer Hirnblutung.

## Filmografie
- 1914: The Life of General Villa
- 1932: The Girl from Chicago
- 1932: Harlem Is Heaven
- 1939: Lying Lips
- 1940: The Notorious Elinor Lee
- 1949: Griff in den Staub (Intruder in the Dust)
- 1950: Der Mann ihrer Träume (Young Man with a Horn)
- 1950: Stars in My Crown
- 1950: Menschenschmuggel (The Breaking Point)
- 1953: You Are There (Fernsehserie, eine Folge)
- 1953: Medallion Theatre (Fernsehserie, eine Folge)
- 1955: Rattennest (Kiss Me Deadly)
- 1955: Das Komplott (Trial)
- 1956: Menschenraub (Ransom!)
- 1957: Flammen über Afrika (Something of Value)
- 1957: Das Zeichen des Falken (The Mark of the Hawk)
- 1957: Studio One (Fernsehserie, zwei Folgen)
- 1958: St. Louis Blues
- 1958: Machete
- 1959: Alfred Hitchcock präsentiert (Alfred Hitchcock Presents, Fernsehserie, eine Folge)
- 1959: Johnny Staccato (Fernsehserie, eine Folge)
- 1960: Der schwarze Sergeant (Sergeant Rutledge)
- 1960–1961: Adventures in Paradise (Fernsehserie, drei Folgen)
- 1961: Play of the Week (Fernsehserie, eine Folge)
- 1961: Jenseits des Ruwenzori (The Sins of Rachel Cade)
- 1961: Der Fehltritt (Two Loves)
- 1961: Route 66 (Fernsehserie, eine Folge)
- 1961: Westinghouse Presents: The Dispossessed (Fernsehfilm)
- 1962: Heute Abend Dick Powell (The Dick Powell Show, Fernsehserie, eine Folge)
- 1962: Abenteuer eines jungen Mannes (Hemingway’s Adventures of a Young Man)
- 1962: Preston & Preston (The Defenders, Fernsehserie, eine Folge)
- 1963: Gnadenlose Stadt (Naked City, Fernsehserie, eine Folge)
- 1964: Der Pfandleiher (The Pawnbroker)
- 1969: The Extraordinary Seaman
- 1969: Der Gauner (The Reivers)
- 1970: Zehn Stunden Zeit für Virgil Tibbs (They Call Me Mister Tibbs!)